# Satranala
Genre
Classification phylogénétique
Espèces de rang inférieur
- Satranala decussilvae

Satranala est un genre de la famille des Arecaceae (Palmiers) comprenant une seule espèce Satranala decussilvae originaire de Madagascar.

## Classification
- Sous-famille des Coryphoideae
  - Tribu des Borasseae
    - Sous-tribu des Hyphaeninae

## Espèces
- Satranala decussilvae